# 니시오사키역
니시오사키역(일본어: 西大崎駅)은 일본 미야기현 오사키시에 위치한 동일본 여객철도 리쿠우토 선의 철도역이다. 단선 승강장 1면 1선의 구조를 갖춘 지상역이다.

## 역 주변
- 국도 제47호선

## 역사
- 1960년 5월 1일 : 가미이와데야마역으로서 개업.
- 1987년 4월 1일 : 일본국유철도 분할 민영화에 의해, 동일본 여객철도가 승계.
- 1999년 3월 22일 : 니시오사키역으로 개칭.

## 인접역
| ■ 리쿠우토 선            | ■ 리쿠우토 선 | ■ 리쿠우토 선             |
| ------------------------ | ------------- | ------------------------- |
| 히가시오사키 고고타 방면 | ■ 리쿠우토 선 | 이와데야마 방면 신조 방면 |